# Micrurus elegans
Micrurus elegans är en ormart som beskrevs av Jan 1858. Micrurus elegans ingår i släktet korallormar och familjen giftsnokar. IUCN kategoriserar arten globalt som livskraftig.
Arten förekommer med flera från varandra skilda populationer i södra Mexiko och Guatemala. Den vistas i kulliga områden och i låga bergstrakter. Habitatet utgörs av olika skogar och ibland besöks jordbruksmark.

## Underarter
Arten delas in i följande underarter:
- M. e. elegans
- M. e. veraepacis